# Carla Overbeck
Carla Werden Overbeck (Pasadena, 9 maggio 1968) è un'ex calciatrice statunitense, per lungo tempo membro e capitano della Nazionale Femminile USA.
Allena la squadra di calcio femminile della Duke University, dove ha allenato sin dal 1992. Fu introdotta nella National Soccer Hall of Fame nel 2006.

## Biografia
Nata a Pasadena, California, Carla è cresciuta a Richardson, in Texas, un sobborgo di Dallas, dove frequentò la Richardson High School. Ha cominciato a giocare a calcio quando aveva 11 anni nei Dallas Sting con cui vinse due campionati nazionali.
Nel 1999 le fu diagnosticato un problema alla tiroide. Nel 2009 diventò sponsor di Instaflex.
Nel 2005 è stato inserita nella Walk of Fame nei pressi del Toyota Stadium di Frisco (Texas).

## Carriera

### Giocatrice

#### Club
Overbeck giocò nei Raleigh Wings nel 1998 e vinse il campionato. Dal 2001 al 2002, invece, giocò nel Carolina Courage nel WUSA.

#### Nazionale
La sua prima partita con gli Stati Uniti fu il 1 giugno 1988, con cui vinse il mondiale nel 1991.
Si ritirò dalla carriera con la nazionale dopo i Giochi della XXVII Olimpiade, finendo la sua carriera con 168 presenze.

### Allenatore
Dal 1992 è assistente coach delle Duke Blue Devils, squadra di calcio femminile della Università Duke.

## Palmarès

### Club
- Sportswoman of the Year: 1

1999
- WUSA Founder Cap II: 1

2002

### Individuali
- National Soccer Hall of Fame: 1

2006
- North Carolina Sport Hall of Fame: 1

2010